# Johnny Torrio
John "Papa Johnny" Torrio, també anomenat "La guineu" i "El cervell" (Irsina, província de Matera, febrer del 1882 – Nova York, 16 d'abril del 1957) va ser un gàngster estatunidenc que va ajudar a construir l'imperi criminal conegut per "Chicago Outfit" en els anys 20, que posteriorment heretaria el seu protegit, Al Capone. També posà els fonaments per a la idea del "National Crime Syndicate" (Sindicat del Crim) en els anys 30. Més endavant exercí de conseller no oficial de la família mafiosa Genovese.

## Biografia
Johnny Torrio, de jove Giovanni Torrio, va néixer a Itàlia el 1882. Va viatjar a Nova York amb la seva família a l'edat de 2 anys i es va establir als guetos del Lower East Side. Sent un adolescent, Johnny es va convertir en un important membre dels Five Points Gang, una de les més fortes i poderoses bandes de gàngsters i, més tard, va arribar a ser el cap d'una banda associada, la James Street Gang. En 1912, centrà la seva atenció delictiva en els bars i hotels situats en les proximitats a l'àrea de Brooklyn. Va ser llavors quan, oferint ocupacions a membres de la seva anterior banda, va conèixer Al Capone.
Johnny va ser culpable de segrests, extorsions i altres activitats il·legals, activitats que l'ajudaren a fer realitat la seva il·lusió de fer del crim un gran negoci.
El 1925, Torrio va ser objecte d'un intent d'assassinat que el deixà per mort. Després de la convalescència i de passar un any a la presó, es retirà de la vida activa i es refugià a Itàlia amb les seves mare i esposa. En les seves velleses tornà als Estats Units per retirar-se a Brooklyn. L'abril del 1957, John Torrio va sofrir un fatal atac de cor mentre es trobava tallant-se el pèl en el seu barber de costum, i morí al cap d'unes hores en un hospital. La premsa no s'assabentà del seu traspàs fins al cap d'unes setmanes que hagués estat enterrat.